# Gesalec
Gesalec, död 513, var kung i Västgotiska riket från 507 till 511.